# غابرييل شيربان
غابرييل شيربان هو لاعب كرة قدم روماني في مركز الوسط، ولد في 11 فبراير 2000 في بلويشت في رومانيا. لعب مع نادي أسترا جورجو.

## وصلات خارجية
- غابرييل شيربان على موقع قاعدة بيانات كرة القدم.إي يو (الإنجليزية)
- غابرييل شيربان على موقع Soccerway.com (الإنجليزية)